# CISZO
CISZO (jid. ‏צישאָ‎), skrót od: jid. ‏צענטראַלע ייִדישע שול־אָרגאַניזאַציע‎ Centrale Jidisze Szul-Organizacje (Centralna Żydowska Organizacja Szkolna) – działająca w dwudziestoleciu międzywojennym świecka organizacja oświatowa Żydów polskich, związana z Bundem i ruchem fołkistowskim. Szczególną wagę przywiązywano w niej do nauczania jidysz, który był tam językiem wykładowym.

## Historia
Szkoły jidysz tworzono w Polsce na początku okresu międzywojennego początkowo w sposób spontaniczny. Dopiero później zdecydowano o konieczności powołania organizacji, która skoordynowałaby dążenia propagujące język żydowski. Takim podmiotem była CISZO, która została stworzona na I Zjeździe Szkolnym w 1921 roku. Dzięki organizacji ruch prężnie się rozwijał – już pod koniec lat 20. XX wieku CISZO liczyła sobie 150 oddziałów w całej Polsce. Skupiały się one nie tylko na propagowaniu jidysz, ale także na prowadzeniu działalności ogólnokulturalnej.
Największe wpływy w CISZO miał antysyjonistyczny, socjalistyczny Bund, jak również nurt fołkistowski. Organizacja był postrzegana przez członków Narodowej Demokracji jako ugrupowanie dążące do zdrady państwa. Również środowisko rządowe było nieufne wobec CISZO, dopatrując się w jej działaniach elementów „wywrotowych”.
Rozwój organizacji znacznie spowalniały kłopoty finansowe. Część problemów rozwiązywała jednak pomoc materialna amerykańskiego Jointu. Dzięki temu na przełomie 1928 i 1929 roku funkcjonowało 100 ośrodków CISZO, w których działało 114 szkół powszechnych, 46 domów dziecka, 52 szkoły wieczorowe, 3 gimnazja i 1 seminarium nauczycielskie. W instytucjach tych uczyło się 24 tys. osób. W kolejnych latach, wraz ze wzrostem popularności ruchów syjonistycznych, liczba pobierających nauki w CISZO się zmniejszała. Na przełomie 1934 i 1935 roku uczyło się tam 15 166 uczniów, z czego w szkołach elementarnych – 9 936, w gimnazjach – 650, a w pozostałych – 4 580.
Działalność CISZO, podobnie jak i wielu innych organizacji Żydów polskich, została zakończona przez wybuch II wojny światowej i Holokaust.

## Ideologia
CISZO charakteryzowała się wpajaniem uczniom poglądów sprzeciwiających się syjonizmowi i kulturze hebrajskiej. Lewicowe przekonania kadry nauczycielskiej organizacji przejawiały się także w antyklerykalizmie i wrogości wobec judaizmu. Zamiast tego opowiadano się za kulturą świecką, z dużym znaczeniem języka jidysz. W CISZO silne były tendencje socjalistyczne.
W szkołach organizacji nauczano w dwóch językach. Tzw. przedmioty polskie wykładane były w języku polskim, a pozostałe – w jidysz.

## Periodyki
CISZO wydawała trzy pisma pedagogiczne. Pierwszym było „Di Naje Szul” (jid. ‏די נײַע שול‎, „Nowa Szkoła”). Czasopismo ukazywało się w Wilnie. Pierwszy numer został wydrukowany w styczniu 1920 roku. Od nr 6 (kwiecień 1921 roku) był to miesięcznik, później dwumiesięcznik, a następnie kwartalnik. Później gazeta ukazywała się nieregularnie, była drukowana w Warszawie do 1930 roku.
Drugim czasopismem wydawanym przez CISZO było „Szul un Lebn” (jid. ‏שול און לעבן‎, „Szkoła i Życie”). Ukazywało się ono od lipca 1921 do marca 1927 roku. Trzecim czasopismem wydawanym przez organizację było natomiast „Szulwegn” (jid. ‏שולוועגן‎, „Tory Szkolne”).